# Limnephilus correptus
Limnephilus correptus är en nattsländeart som beskrevs av Mclachlan 1880. Limnephilus correptus ingår i släktet Limnephilus och familjen husmasknattsländor. Inga underarter finns listade i Catalogue of Life.